# Zara Tindall
Zara Tindall MBE, nascida Zara Ana Isabel Phillips (em inglês:  Zara Anne Elizabeth Phillips) (Londres, 15 de maio de 1981), é uma equestre e atleta olímpica britânica, e filha de Ana, Princesa Real, e do capitão Mark Phillips, neta da rainha Isabel II, sobrinha do rei Charles III, quando nasceu era a sexta na linha de sucessão ao trono britânico, hoje é a vigésima segunda. Ela tem uma longa carreira no hipismo e em dezembro de 2006 foi eleita Personalidade do Ano no Desporto  BBC.
É casada desde julho de 2011 com o ex-jogador de rugby Mike Tindall, com quem tem três filhos. 

## Nascimento e família
Zara nasceu no Hospital de St. Mary, localizado em Paddington, na cidade de Londres, como a segunda criança, única filha mulher, da princesa Anne, Princesa Real do Reino Unido, e do seu primeiro marido, o capitão Mark Phillips. Sendo assim, Zara foi a primeira neta mulher da rainha Isabel II do Reino Unido. 
Ela foi batizada a 27 de julho de 1981 e seus padrinhos são: o príncipe André, Duque de Iorque (seu tio materno), Leonora Mary Anson (filha de Robert Grosvenor, 5.º Duque de Westminster), a Lady Helen Stewart (esposa de Jackie Stewart), Andrew Parker Bowles (ex-namorado de sua mãe e ex-marido de Camila, Duquesa da Cornualha) e Hugh Thomas. O seu nome incomum não é cristão e nem faz parte dos nomes tradicionais femininos usados pela família real britânica. Aparentemente, quem o escolheu foi o príncipe Charles, Príncipe de Gales, o seu tio materno. Em grego, o nome "Zara" significa algo como "brilhante como a aurora".
Zara tem um irmão mais velho, Peter Phillips. Fora isso, ela também tem duas meia-irmãs paternas caçulas:, Felicity Tonkin (nascida em 1985; filha do seu pai com uma ex-amante Heather Tonkin) e Stephanie Pflueger-Philips (nascida em 1997; filha do seu pai com a sua segunda esposa, Sandy Pflueger).

## Educação
Zara Tindall foi educada na Escola Preparatória de Port Regis, em Dorset, e depois frequentou o ensino secundário na Gordonstoun, na Escócia. Tendo completado com sucesso os seus testes de Nível A (A Levels), ela decidiu passar três meses na Austrália e na Nova Zelândia. Em Sydney, ficou hospedada na casa de amigos de seus pais e trabalhou no teatro. Depois, qualificou-se como fisioterapeuta pela Universidade de Exeter.  

Brasão de armas de Zara Phillips, solteira.

## Relacionamentos amorosos
A sua relação turbulenta com o jóquei Richard Johnson, com quem viveu durante cinco anos, atraiu bastante atenção dos paparazzi britânicos e a separação deles em novembro de 2003 virou notícia de primeira página. Zara já era então conhecida por algumas outras polêmicas, como comparecer aos eventos da realeza com um piercing na língua. "Ela foi a primeira a realmente rasgar o livro de regras e não ter medo de se divertir e fazer amizade com quem ela quisesse sem se preocupar com o protocolo", escreveu o The Mirror em 2011.  
Depois deste relacionamento, segundo a revista Hello, ela "embarcou em um relacionamento estável" com Mike Tindall, que ela havia conhecido na Copa do Mundo em Sydney em 2003. Segundo a revista também, foi ele o grande incentivador de sua carreira no hipismo. 
Zara a Mike se casaram em 30 de julho de 2011 em Canongate Kirk, na Royal Mile, em Edimburgo, na Escócia, e ela passou a assinar o nome como Zara Tindall. 
Em 17 de janeiro de 2014 o casal teve a primeira filha, Mia Grace Tindall. Em novembro de 2016 a segunda gravidez de Zara  foi anunciada, mas em dezembro seguinte o casal comunicou que a gestação havia terminado num aborto espontâneo. Zara engravidou novamente e em junho de 2018 teve outra menina, chamada Lena Elizabeth. 
No dia 9 de dezembro de 2020, em meio a Pandemia de COVID-19, Mike confirmou oficialmente para o público que o casal estava à espera do terceiro filho. Lucas Philip Tindall nasceu em casa em março de 2021.

## Carreira no hipismo
Em 2006 Zara se tornou Campeã Mundial; em 2007 recebeu um MBE (Medalha do Império Britânico) por serviços ao hipismo; em 2012, nos Jogos Olímpicos de Londres, conquistou a medalha de prata na prova do concurso completo de equitação por equipas, tendo recebido a medalha das mãos da própria mãe, tornando-se na primeira pessoa da família real britânica a conquistar uma medalha olímpica. 
É a atual campeã europeia e mundial do concurso completo de equitação (em setembro de 2022).  

## Curiosidades
- Na série de banda desenhada intitulada V de Vingança, ela foi referida como "Rainha Zara"; depois de uma guerra nuclear na década 1980, Zara tornou-se a única sobrevivente na suposta linha de sucessão ao trono britânico. Entretanto, os autores incorretamente referem-se ao seu aniversário de 16 anos como sendo em junho de 1996.